# Hendrik Schriever
Hendrik Coenraad Schriever (Zuilichem, 28 april 1927 – Gameren, 14 april 2013) was een Nederlands politicus van de SGP.
In mei 1945, kort na de bevrijding van Nederland, werd hij administratief medewerker van de plaatsvervangend bureauhouder van de Bommelerwaard in Zaltbommel en nog geen twee maanden later werd hij tweede ambtenaar op de gemeentesecretarie van Zuilichem. In september 1954 maakte hij de overstap naar de gemeentesecretarie van Goudswaard en op 1 juni 1955 ging hij werken bij de gemeentesecretarie van Gameren. Precies een maand later vertrok hij daar alweer om te gaan werken bij voor de gemeente Kerkwijk en op 1 januari 1962 werd hij daar de gemeentesecretaris. In november 1979 werd Schriever benoemd tot burgemeester van de gemeenten Benschop en Polsbroek wat hij zou blijven tot die gemeenten op 1 januari 1989 opgingen in de gemeente Lopik waarop hij vervroegd met pensioen ging. Dat bleek echter nog niet het einde van zijn burgemeesterscarrière want in augustus 1990 volgde zijn benoeming tot waarnemend burgemeester van Langbroek. Op 1 januari 1996 gingen de gemeenten Langbroek en Cothen samen op in de gemeente Wijk bij Duurstede waarmee een einde kwam aan zijn functie en zijn lange loopbaan bij de overheid.
Schriever overleed in april 2013 op 85-jarige leeftijd.